# Goutte d'Or (película de 2022)
Goutte d'Or es una película dramática francesa de 2022 dirigida y escrita por Clément Cogitore. Está protagonizada por Karim Leklou como el papel principal. El nombre de la película hace referencia al homónimo barrio ubicado en el 18° distrito de París.
La película tuvo su estreno mundial en el Festival de Cannes 2022 durante la Semana de la Crítica.

## Sinopsis
Ramsès, un clarividente que vive en el barrio parisino de Goutte d'Or, ve alterado su negocio y la tranquilidad de todo el vecindario cuando un grupo de niños comienza a aterrorizar a los lugareños. Sin embargo, se produce un cambio significativo cuando un día Ramsés experimenta una visión.

## Reparto
- Karim Leklou como Ramsès
- Jawad Outouia como Hachara
- Elyes Dkhissi como Farel
- Ahmed Benaissa como Younes
- Malik Zidi como Mickael
- Elsa Wolliaston como Céleste
- Loubna Abidar como la madre de Frikket y Farel
- Yilin Yang como Grace

## Recepción de la crítica
Goutte d'Or recibió una calificación promedio de 3,8 sobre 5 estrellas en el sitio web francés AlloCiné, basada en 25 reseñas.